# The Prime Time of Your Life
The Prime Time of Your Life è un brano musicale del gruppo di musica elettronica francese Daft Punk pubblicato nel 2006.

## Il brano
Il brano è stato scritto dai componenti del duo Thomas Bangalter e Guy-Manuel de Homem-Christo e rappresenta il quarto ed ultimo singolo estratto dal terzo album in studio della band, ossia Human After All. Il brano è stato pubblicato nei formati CD e 12" dalla Virgin Records.

## Il video
Il video musicale del brano è stato diretto da Tony Gardner.

## Tracce
- CD Maxi Single

1. The Prime Time of Your Life – 4:23
2. The Prime Time of Your Life (Para One Remix) – 3:48
3. The Brainwasher (Erol Alkan's Horrorhouse Dub) – 6:01
4. Technologic (Digitalism's Highway to Paris Remix) – 5:58

- 12" Maxi Single

1. The Prime Time of Your Life (Para One Remix) – 3:48
2. The Brainwasher (Erol Alkan's Horrorhouse Dub) – 6:01